# Jaseur d'Amérique
Bombycilla cedrorum
Espèce
Répartition géographique
- habitat permanent
- zone de nidification
- zone d'hivernage

Statut de conservation UICN

 LC  : Préoccupation mineure
Le Jaseur d'Amérique (Bombycilla cedrorum), aussi appelé Jaseur des cèdres au Canada francophone, est une espèce de passereau de la famille des Bombycillidés.

## Description
Le Jaseur d'Amérique mesure entre 17 et 20 cm avec une envergure de 28 à 31 centimètres. Il pèse en moyenne 32 g. Il a une couleur caramel, sa tête est coiffée d'une huppe longue et brunâtre, et un bandeau noir masque ses yeux. Son bec est noir. Son plumage a une apparence soyeuse. Ses sous-caudales sont blanches, son ventre est jaune pâle. Les plumes de l'extrémité de la queue sont d'un jaune vif. Les couleurs de la femelle sont semblables à celles du mâle. Les jeunes ont un plumage plus gris et moins coloré. On distingue le Jaseur d'Amérique de son cousin le Jaseur boréal par sa taille légèrement plus petite et par l'absence de taches jaunes et blanches sur les ailes.

### Particularités
Les rémiges secondaires se terminent par une tache rouge d'aspect cireux. La documentation actuelle ne permet pas de savoir si cette cire sur le bout des plumes a une utilité spécifique. C'est encore une source de débats chez les ornithologues.

## Répartition et observation
On retrouve le Jaseur d'Amérique uniquement en Amérique du Nord. Dans le sud du Québec, on peut facilement l'observer du mois de mai au mois de septembre. Il est très rare d'en observer au Québec après le mois d'octobre puisque les fruits sauvages, qui constituent la principale nourriture des jaseurs, sont devenus presque impossibles à trouver. On le verra souvent à l'orée des forêts, dans les vergers, les jardins et les parcs urbains et partout où il y a des arbres fruitiers ou des végétaux produisant des baies. C'est un oiseau nicheur migrateur néo-tropical.

## Comportement
On l'observe rarement seul car il se déplace en bandes de 10 à 50 individus. Il n'est pas très farouche, plutôt sociable. En vol, il se déplace rapidement et énergiquement en alternant des battements d'ailes rapides entrecoupés de petites pauses où il replie ses ailes.

## Alimentation
Le Jaseur d'Amérique est un oiseau frugivore. La majeure partie de son alimentation est constituée de fruits. Il se nourrit dans les arbres ou parfois au sol. Il apprécie les raisins secs, les pommes (notamment celles qui ont passé l'hiver sur l'arbre), et les arbres produisant des baies sauvages ou petits fruits l'attireront à coup sûr. L’automne et surtout l’hiver ils se nourrisent des graines seulement de sorbier (cormier) qu’ils ramassent en écrasant le fruit avec leur bec; le fruit, très aigre, tombe par terre et n’est pas mangé. Il ne refusera pas des pétales de fleurs ou des insectes capturés en plein vol, en particulier des éphémères. À l'occasion, il se régalera de la sève de certains arbres
En 2009, des décès massifs par hémorragies de jaseurs d'Amérique en Géorgie (États-Unis) ont été attribués à un excès de consommation des baies de bambou sacré (Nandina domestica), seule nourriture disponible localement à cette époque, mais dont l'acide cyanhydrique devient toxique même pour ces oiseaux à haute dose.

## Reproduction et nidification
Le Jaseur d'Amérique nidifie en Amérique du Nord, principalement dans le sud du Canada et dans le nord des États-Unis. Il est monogame. Lors du rituel amoureux, le mâle et la femelle, perchés sur un fil ou une branche, nourrissent leur partenaire de pétales de fleurs et d'autre nourriture tout en frottant leur bec l'un contre l'autre
Après la fécondation, la femelle et le mâle s'activent à la fabrication d'un nid en forme de grosse coupe. Ce nid sera composé de branches, de mousse, de lichen, d'herbe, de poils, d'aiguilles de conifères, de morceaux d'écorce, de papier et de ficelle trouvés ici et là dans la nature. Les matériaux plus fins sont privilégiés pour l'intérieur du nid. On trouvera ce nid sur l'extrémité d'une branche horizontale, ou dans une fourche de conifère ou d'un arbre feuillu, souvent loin du tronc principal.
La femelle pond 1 à 2 couvées par année, avec, en moyenne, de 2 à 5 œufs ovales, chacun mesurant 2 centimètres par 1,5 centimètre, d'un gris-bleu pâle, tachetés de points bruns et noirs. La femelle couve ses œufs pendant 12 à 16 jours. Par la suite, les oisillons demeurent au nid pendant 14 à 18 jours, pendant lesquels ils sont nourris par le couple. La longévité du Jaseur d'Amérique est de 8 ans.

## Chant et cris
Ses gazouillis sont clairs et aigus (tziiii ou tziiiit). Son cri est plus prolongé juste avant l'envol et en vol, les cris sont parfois continuels.

## Galerie d'images

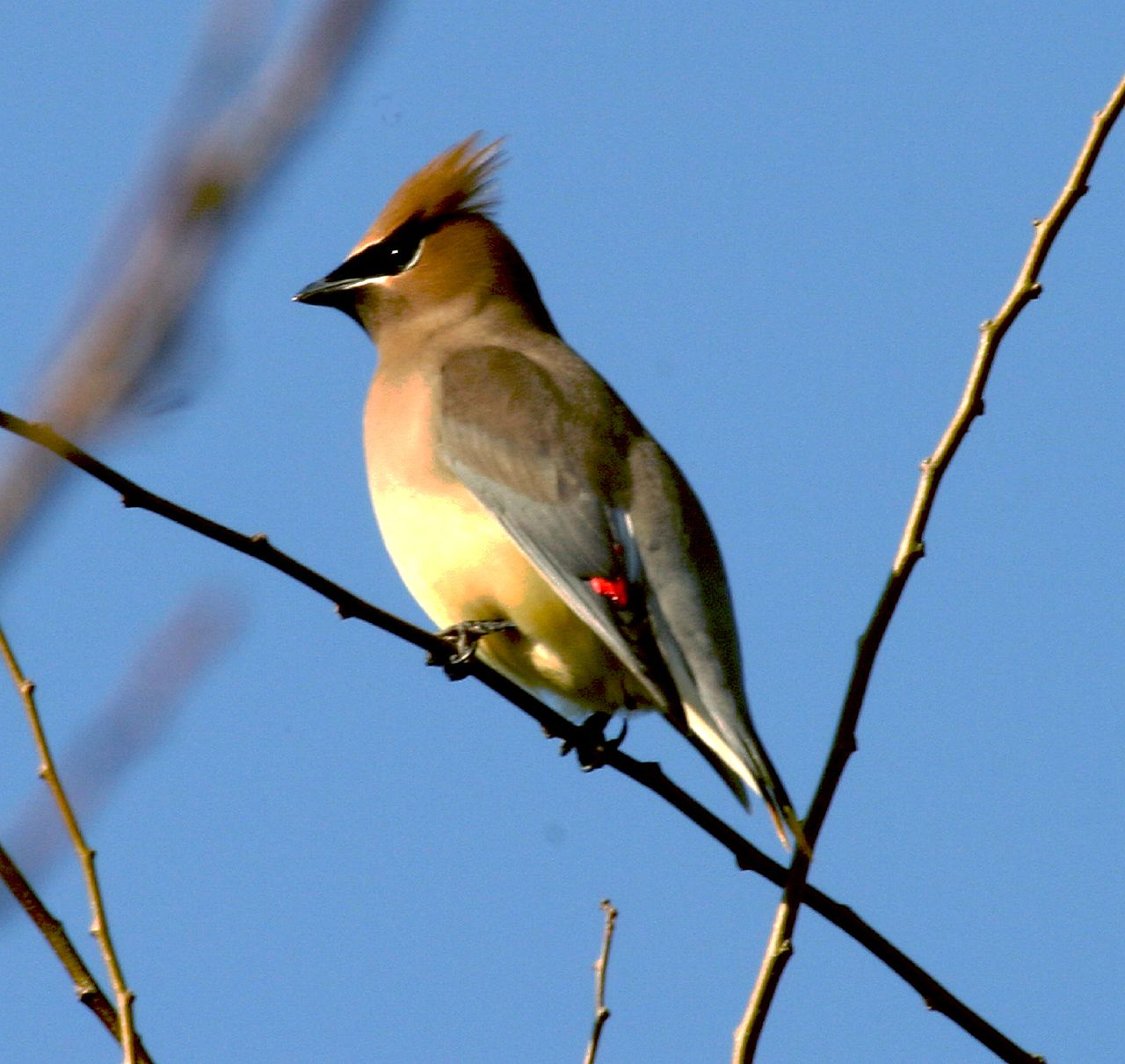
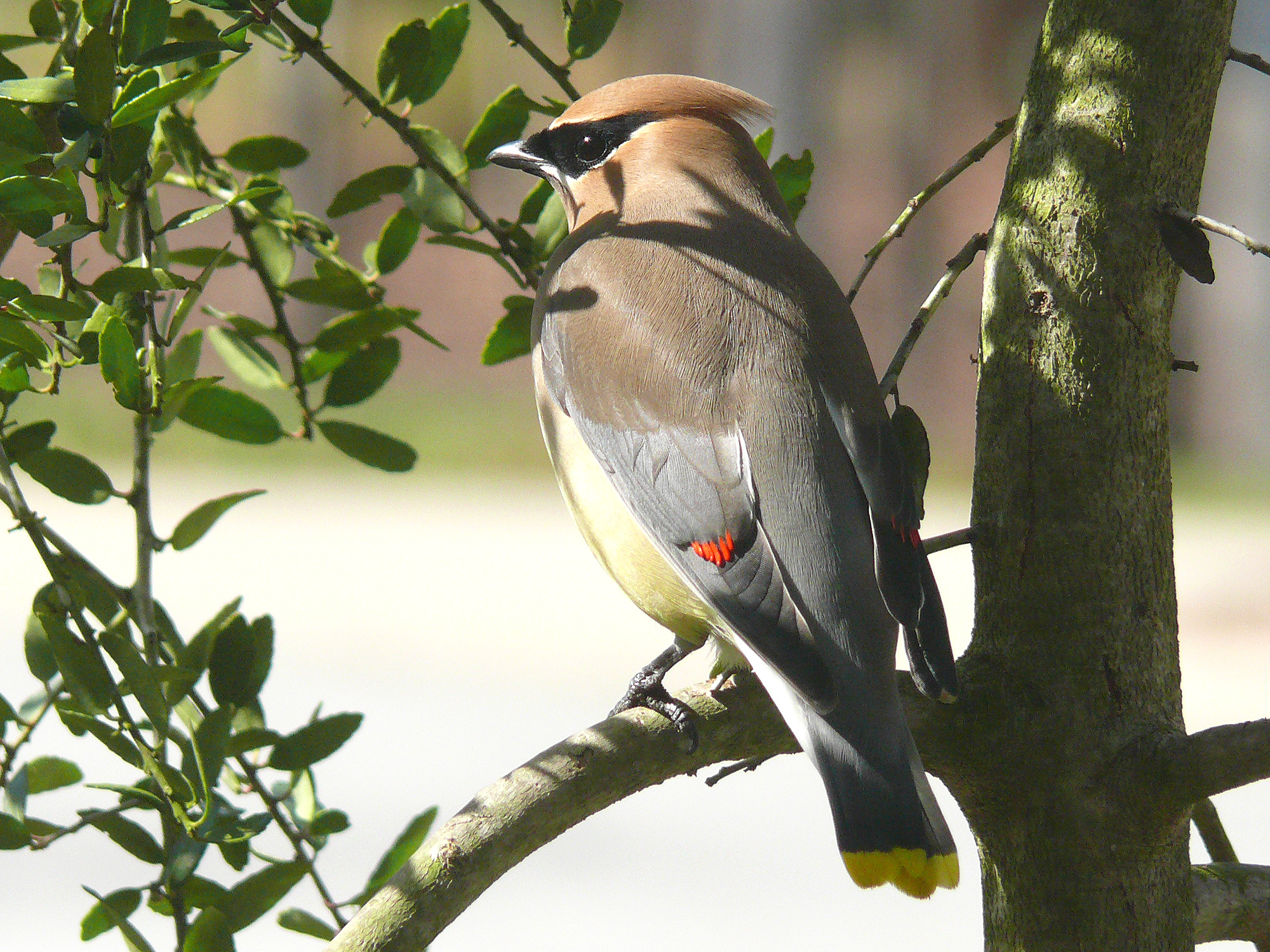
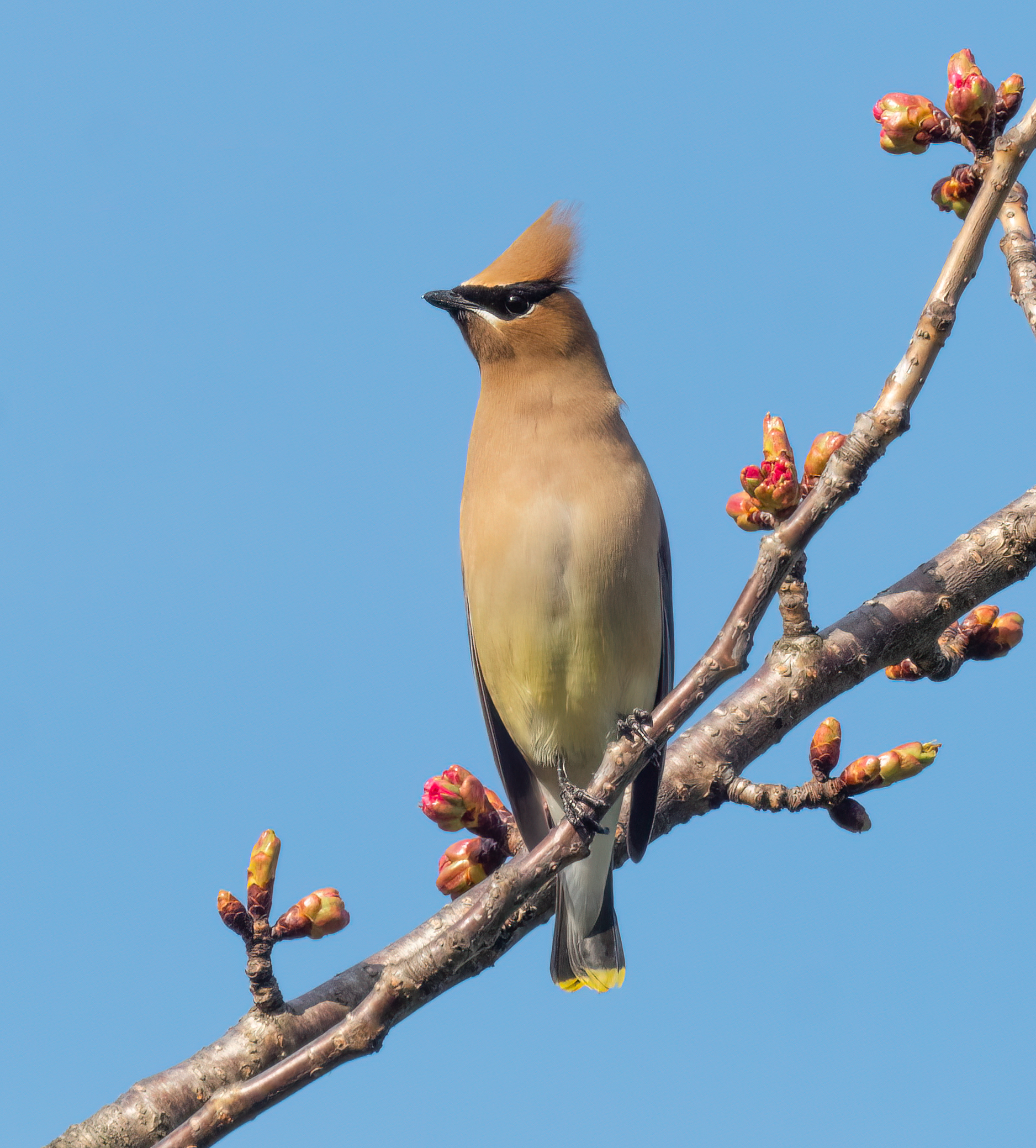